# Atlantic Starr
Atlantic Starr ist eine amerikanische Band, die zwischen 1978 und 1994 diverse Charterfolge in Großbritannien und den USA hatte. Als Funkband gestartet, entwickelte sich Atlantic Starr in den 1980er Jahren zu einer R&B- und Popgruppe mit dem Schwerpunkt Adult Contemporary. Die Single Always war der größte Hit und erreichte 1987 Platz drei der UK-Charts sowie Platz eins der US-Charts. Weitere große Erfolge in diesen Stilen waren Secret Lovers (1986) und Masterpiece (1992).

## Geschichte
Die Gruppe formierte sich 1976, zunächst unter dem Namen Newban, in White Plains, New York. Die ersten beiden Alben, Newban und Newban 2, erschienen 1977 und enthielten eine Mischung aus Soul und Funk. Die Brüder David Lewis (Gesang, Gitarre), Wayne Lewis (Gesang, Keyboard) und Jonathan Lewis (Posaune, Perkussion) änderten den Bandnamen in Atlantic Starr. Die Besetzung wurde durch Sharon Bryant (Gesang), William Sudderth (Trompete), Damon Rentie (Saxophon), Clifford Archer (Bass), Porter Carroll Jr. (Schlagzeug) und Joseph Phillips (Perkussion, Flöte) aufgestockt.
Beeinflusst von Bands wie Earth, Wind and Fire, The Commodores, New Birth und L.T.D. spielte Atlantic Starr Konzerte im Nordosten der USA, unterschrieb einen Vertrag beim Label A&M Records und arbeitete mit Bobby Eli, einem Produzenten und Songwriter aus Philadelphia. Das gemeinsam entstandene Album Atlantic Starr erschien 1978 und wurde ein Erfolg in den US-Charts, das darauf enthaltene Lied Stand Up erreichte Platz 16 der R&B-Charts, die Auskopplung Gimmie Your Lovin’ stieg auf Platz 66 der UK-Charts.
Auch das zweite Album, Straight to the Point, wurde von Eli produziert, war aber weniger erfolgreich als sein Vorgänger. Daraufhin wurde James Carmichael als Produzent für das dritte Album Radiant, das 1980 veröffentlicht wurde, gewonnen. Die Platte wurde ein großer Erfolg, die Single When Love Calls erreichte Platz 5 der R&B-Charts und brachte den endgültigen Durchbruch in den USA. Sharon Bryant hatte sich inzwischen zu einer charismatischen Sängerin entwickelt, was ein wichtiger Baustein des Erfolges von Atlantic Starr war.
Als Produzent für das 1981er Album Brilliance wurde wieder Carmichael verpflichtet. In den R&B-Charts erreichte es Platz 1, die Single Circles Platz 2. Mit Circles gelang auch erstmals der Einstieg in die Billboard Hot 100. Für die Fertigstellung des dritten Longplayers blieb es bei der Zusammenarbeit mit Carmichael. Yours Forever erschien 1983 und knüpfte, ebenso wie die Single Touch a Four Leaf Clover, nahtlos an vorherige Erfolge an.
Bryant, die zwar großen Einfluss auf den Erfolg der Gruppe hatte, aber neben Wayne und David Lewis nur eine von drei Sängern war, verließ enttäuscht die Gruppe und widmete sich einer Solokarriere. Daraufhin stieß die Sängerin Barbara Weathers zu Atlantic Starr und war bereits auf dem 1985er Album As the Band Turns zu hören. Das Line-up der Band bestand zu dieser Zeit aus Weathers, den Lewis-Brüdern und Phillips. Sudderth, Daniels, Archer und Carroll verließen die Gruppe.
As the Band Turns, das das letzte Album bei A&M Records sein sollte, stieg auf Platz 3 der R&B-Album-Charts und auf Platz 17 der Billboard 200. Die Single Secret Lovers wurde der größte bisherige Hit und stieg im Dezember 1985 auf Platz 10 im Vereinigten Königreich sowie auf Platz 3 in den USA. Nach einem Labelwechsel zu Warner Bros. entstand das Hitalbum All in the Name of Love, das Platz 4 der R&B-Charts und Platz 18 der Billboard-Album-Charts erreichte. Die Auskopplung Always avancierte zum größten Hit der Band, stand im Frühjahr auf Platz 1 in den USA und im Sommer auf Platz 3 in England.
Trotz des Erfolges von All in the Name of Love verließ Weathers die Band, um eine Solokarriere zu starten, und wurde durch Porscha Martin ersetzt. Mit ihr entstand das 1989er Album We’re Movin’ up. Anfang der 1990er Jahre wurde sie wiederum durch Rachel Oliver, die inzwischen vierte Sängerin, ersetzt. Nachdem das Album Love Crazy und die gleichnamige Single die hohen Erwartungen der Plattenfirma nicht erfüllten, stieg mit Masterpiece (Platz 3) ein letztes Mal ein Lied in die amerikanischen Top 10. Anschließend wechselte Atlantic Starr zu Arista Records, aber das Album Time und die Single I’ll Remember You konnten nicht an alte Erfolge anknüpfen.
Nach Time verließ David Lewis die Band und ein weiteres Mal wechselte die Sängerin. Die neue weibliche Stimme gehörte Aisha Tanner. Die Alben All Because of You (1998) und Legacy (1999) fanden wenig Beachtung. Trotzdem trat Atlantic Starr noch bis ins 21. Jahrhundert live auf.

## Diskografie

### Alben
| Jahr | Titel                   | Höchstplatzierung, Gesamtwochen, AuszeichnungChartplatzierungen (Jahr, Titel, Platzierungen, Wochen, Auszeichnungen, Anmerkungen) | Höchstplatzierung, Gesamtwochen, AuszeichnungChartplatzierungen (Jahr, Titel, Platzierungen, Wochen, Auszeichnungen, Anmerkungen) | Anmerkungen                         |
| Jahr | Titel                   | UK | US | Anmerkungen                         |
| ---- | ----------------------- | --- | --- | ----------------------------------- |
| 1978 | Atlantic Starr          | — | US67 (13 Wo.)US |                                     |
| 1979 | Straight to the Point   | — | US142 (7 Wo.)US |                                     |
| 1981 | Radiant                 | — | US47 (30 Wo.)US |                                     |
| 1982 | Brilliance              | — | US18 (29 Wo.)US |                                     |
| 1983 | Yours Forever           | — | US91 (28 Wo.)US |                                     |
| 1985 | As the Band Turns       | UK64 (3 Wo.)UK | US17 Gold · (68 Wo.)US |                                     |
| 1987 | All in the Name of Love | UK48 (12 Wo.)UK | US18 Platin · (31 Wo.)US | Erstveröffentlichung: 31. März 1987 |
| 1989 | We’re Movin Up          | — | US125 (6 Wo.)US |                                     |
| 1992 | Love Crazy              | — | US134 (14 Wo.)US |                                     |

Weitere Alben
- 1977: Newban (als Newban)
- 1977: Newban 2 (als Newban)
- 1986: Budweiser Concert Hour
- 1994: Time
- 1998: All Because of You
- 1999: Legacy

### Kompilationen
| Jahr | Titel                | Höchstplatzierung, Gesamtwochen, AuszeichnungChartplatzierungen (Jahr, Titel, Platzierungen, Wochen, Auszeichnungen, Anmerkungen) | Höchstplatzierung, Gesamtwochen, AuszeichnungChartplatzierungen (Jahr, Titel, Platzierungen, Wochen, Auszeichnungen, Anmerkungen) | Anmerkungen                                                                       |
| Jahr | Titel                | UK | US | Anmerkungen                                                                       |
| ---- | -------------------- | --- | --- | --------------------------------------------------------------------------------- |
| 1985 | The Artists Volume 2 | UK45 (2 Wo.)UK | — | mit je 5 Tracks von Luther Vandross, Change, Teddy Pendergrass und Atlantic Starr |

Weitere Kompilationen
- 1986: Secret Lovers… The Best of Atlantic Starr
- 1987: Classics Volume 10
- 1997: Greatest Hits
- 2000: Ultimate Collection
- 2006: All-Time Greatest Hits
- 2011: Newban & Newban 2 Deluxe Edition (als Newban)

### Singles
| Jahr | Titel Album                                 | Höchstplatzierung, Gesamtwochen, AuszeichnungChartplatzierungen (Jahr, Titel, Album, Platzierungen, Wochen, Auszeichnungen, Anmerkungen) | Höchstplatzierung, Gesamtwochen, AuszeichnungChartplatzierungen (Jahr, Titel, Album, Platzierungen, Wochen, Auszeichnungen, Anmerkungen) | Anmerkungen                         |
| Jahr | Titel Album                                 | UK | US | Anmerkungen                         |
| ---- | ------------------------------------------- | --- | --- | ----------------------------------- |
| 1978 | Gimmie Your Lovin’ Atlantic Starr           | UK66 (3 Wo.)UK | — |                                     |
| 1982 | Circles Brilliance                          | — | US38 (11 Wo.)US |                                     |
| 1983 | Touch a Four Leaf Clover Yours Forever      | — | US87 (7 Wo.)US |                                     |
| 1985 | Freak-a-Ristic As the Band Turns            | — | US90 (6 Wo.)US | Erstveröffentlichung: 15. März 1985 |
| 1985 | Silver Shadow As the Band Turns             | UK41 (8 Wo.)UK | — |                                     |
| 1985 | One Love As the Band Turns                  | UK58 (4 Wo.)UK | — |                                     |
| 1985 | Secret Lovers As the Band Turns             | UK10 (13 Wo.)UK | US3 (23 Wo.)US |                                     |
| 1986 | If Your Heart Isn’t in It As the Band Turns | UK48 (4 Wo.)UK | US57 (12 Wo.)US |                                     |
| 1987 | Always All in the Name of Love              | UK3 Silber · (16 Wo.)UK | US1 (22 Wo.)US | Erstveröffentlichung: 13. Mai 1987  |
| 1987 | One Lover at a Time All in the Name of Love | UK57 (3 Wo.)UK | US58 (13 Wo.)US |                                     |
| 1988 | Let the Sun In All in the Name of Love      | UK79 (2 Wo.)UK | — |                                     |
| 1991 | Love Crazy                                  | — | US75 (8 Wo.)US |                                     |
| 1992 | Masterpiece Love Crazy                      | — | US3 Gold · (20 Wo.)US |                                     |
| 1994 | I’ll Remember You Time                      | — | US55 (13 Wo.)US |                                     |
| 1994 | Everybody’s Got Summer Time                 | UK36 (2 Wo.)UK | — |                                     |

Weitere Singles
- 1978: Keep It Comin’
- 1978: Stand Up
- 1978: Visions
- 1979: Kissin’ Power
- 1979: (Let’s) Rock and Roll
- 1980: When Love Calls
- 1980: Send for Me
- 1980: Think About That
- 1982: Your Love Finally Ran Out
- 1982: Love Me Down
- 1983: More, More, More
- 1985: Cool, Calm, Collected
- 1985: In the Heat of Passion
- 1986: Armed and Dangerous
- 1987: All in the Name of Love
- 1987: Thankful
- 1988: Compact Hits (4 Tracks, limitiert)
- 1989: My Sugar
- 1989: Bring It Back Home Again
- 1989: My First Love
- 1991: Unconditional Love
- 1999: Legacy (4 Tracks, Album-Sampler)

## Auszeichnungen für Musikverkäufe
Anmerkung: Auszeichnungen in Ländern aus den Charttabellen bzw. Chartboxen sind in ebendiesen zu finden.
| Land/RegionAuszeichnungen für Musikverkäufe (Land/Region, Auszeichnungen, Verkäufe, Quellen) | Silber  | Gold     | Platin  | Verkäufe  | Quellen   |
| -------------------------------------------------------------------------------------------- | ------- | -------- | ------- | --------- | --------- |
| Vereinigte Staaten (RIAA)                                                                    | —       | 2× Gold2 | Platin1 | 2.000.000 | riaa.com  |
| Vereinigtes Königreich (BPI)                                                                 | Silber1 | —        | —       | 250.000   | bpi.co.uk |
| Insgesamt                                                                                    | Silber1 | 2× Gold2 | Platin1 |           |           |